# روبرت کورنر
روبرت کورنر (آلمانی: Robert Körner; ۲۱ اوت ۱۹۲۴ – ۲۲ ژوئن ۱۹۸۹) بازیکن و مربی فوتبال اهل اتریش بود.
از باشگاه‌هایی که در آن بازی کرده‌است می‌توان به باشگاه فوتبال راپید وین اشاره کرد.
وی همچنین در تیم ملی فوتبال اتریش بازی کرده‌است.